# Frauenkirche, Dresden
Frauenkirche är en protestantisk kyrkobyggnad i centrala Dresden i Sachsen i Tyskland, namngiven efter Jungfru Maria.

## Bakgrund
Frauenkirche uppfördes mellan 1726 och 1743 efter ritningar av arkitekten George Bähr.
Kyrkan totalförstördes i samband med bombningen av Dresden i februari 1945 under andra världskriget. 
Medan andra historiska byggnader återuppbyggdes under de närmsta decennierna, beslutades det att kyrkan skulle stå kvar som en ruin för att påminna om hur staden såg ut efter bombningen. På 1990-talet, efter att Tyskland hade enats, höjdes dock röster för att återuppbygga även Frauenkirche. Byggnadsarbetena inleddes 1994, fyra år efter Tysklands enande. Återuppbyggnaden kostade 1,4 miljarder kronor och finansierades till största delen av donationer. 
Frauenkirche kunde slutligen återinvigas den 30 oktober 2005.

## Bilder

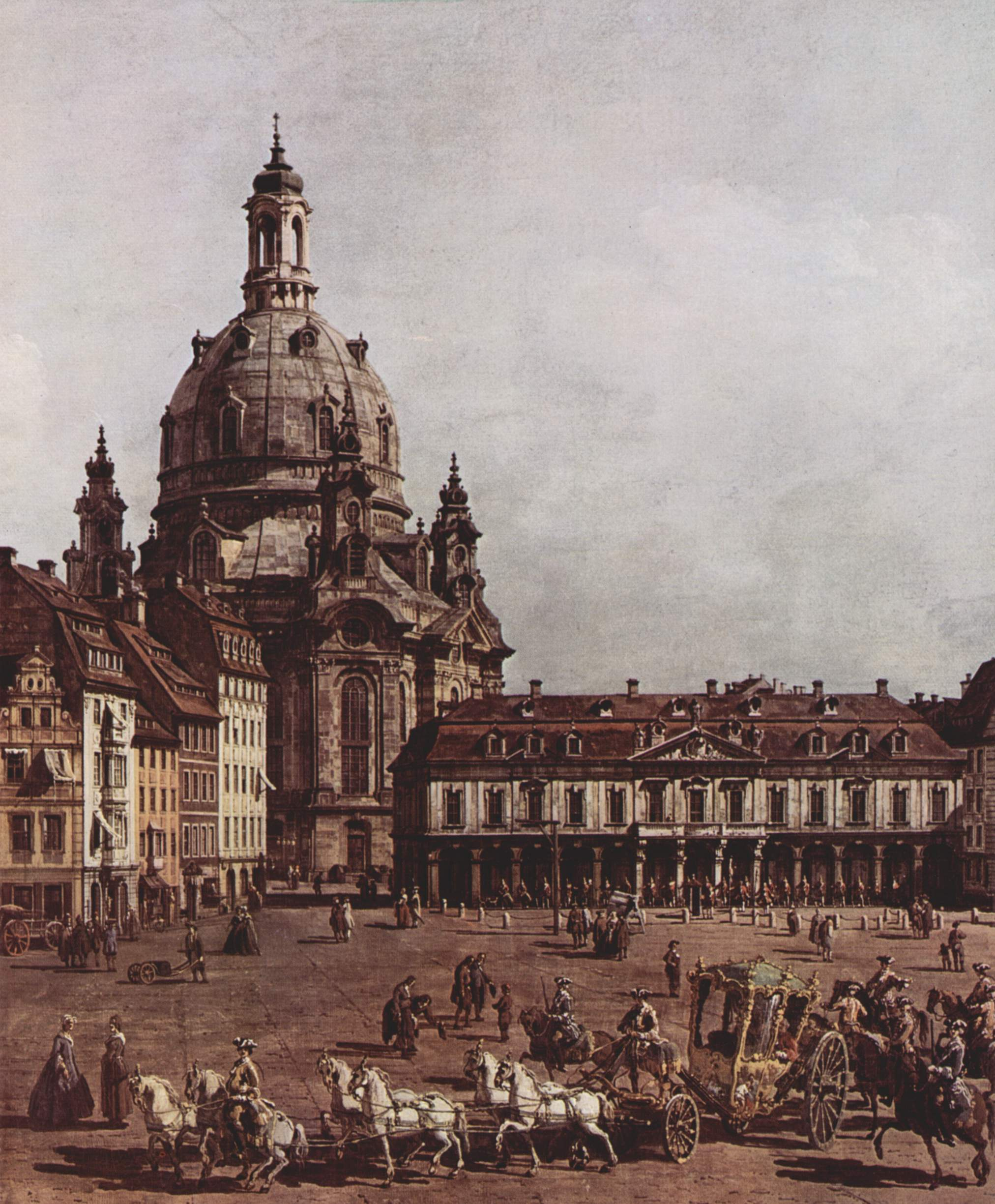
Frauenkriche i målning av Bernardo Bellotto från mitten av 1700-talet.
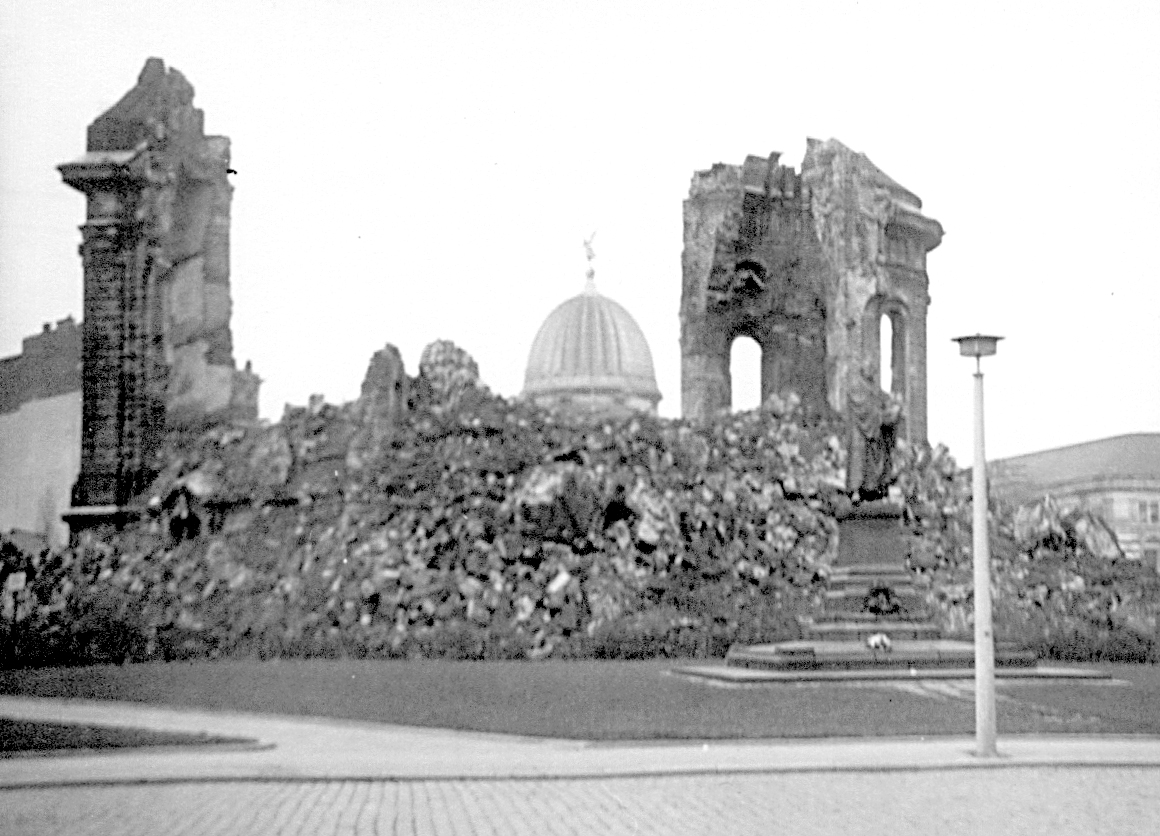
Frauenkirche ännu i ruiner, 1970.
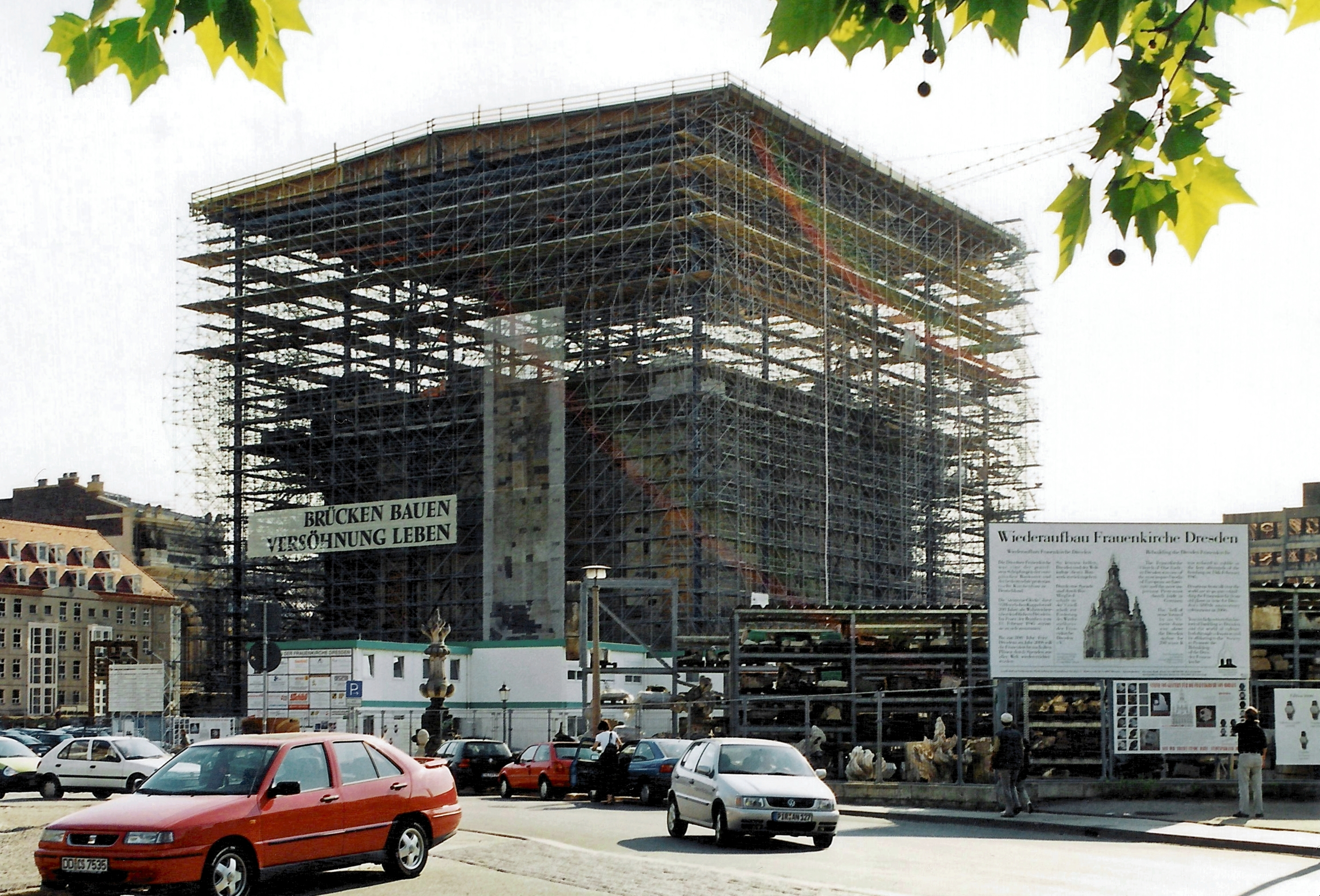
Kyrkan under återuppbyggnad, 2000.
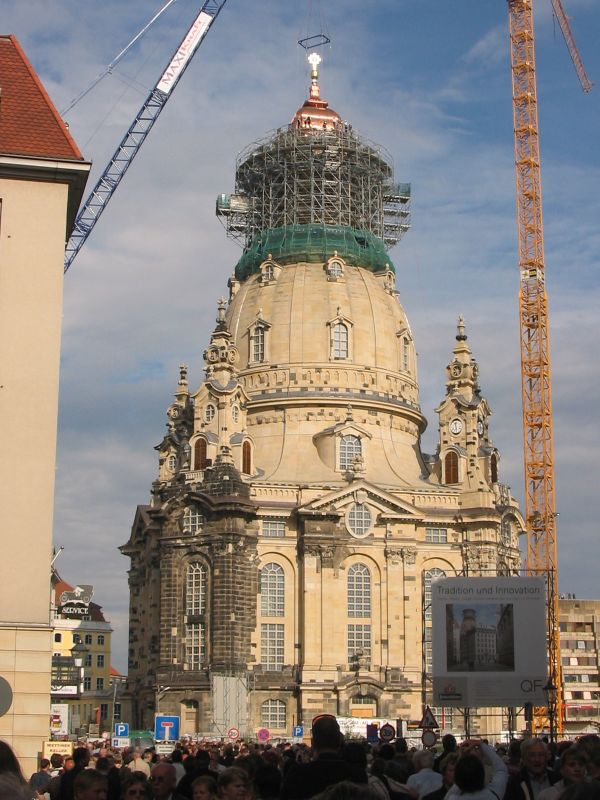
Återuppbyggnad av lanterninen, 2004.